# NACRA Women’s Sevens 2012
NACRA Women’s Sevens 2012 – ósme mistrzostwa strefy NACRA w rugby 7 kobiet, oficjalne międzynarodowe zawody rugby 7 o randze mistrzostw kontynentu organizowane przez North America Caribbean Rugby Association mające na celu wyłonienie najlepszej żeńskiej reprezentacji narodowej w tej dyscyplinie sportu w strefie NACRA, które odbyły się wraz z turniejem męskim w Ottawie w dniach 25–26 sierpnia 2012 roku. Turniej służył również jako kwalifikacja do Pucharu Świata 2013. Areną zmagań był Twin Elm Rugby Park.

## Informacje ogólne
W rozegranym na Twin Elm Rugby Park w ottawskiej dzielnicy Nepean turnieju początkowo miało wziąć udział sześć zespołów, jednak tydzień przed zawodami reprezentacja Gujany wycofała się ze względów finansowych. Pięć pozostałych zespołów walczyło zatem systemem kołowym o rozstawienie przed półfinałami, ostatnia w grupie drużyna musiała zadowolić się piątym miejscem zawodów. W rozegranych w drugim dniu zawodów meczach półfinałowych stawką były nie tylko medale tej imprezy, ale również jedno miejsce w finałach Pucharu Świata 2013.
Zawody toczyły się pod dyktando faworyzowanych Kanadyjek broniących tytułu zdobytego rok wcześniej przez Canadian Maple Leafs – drugą reprezentację tego kraju, które triumfowały w całym turnieju nie straciwszy nawet punktu. Uzyskały jednocześnie awans na Puchar Świata, dołączając jako przedstawiciele regionu do nieobecnych w Ottawie Amerykanek, które zapewniły sobie udział dzięki dobrej postawie w Pucharze Świata 2009.
Zawody były transmitowane w Internecie, następnie kanadyjski związek rugby planował umieścić je na swoim kanale YouTube, w Ontario natomiast były dostępne jedynie w lokalnej telewizji.

## Faza grupowa
| 25 sierpnia 201210:20 | Kanada | 62:0 | Meksyk | Twin Elm Rugby Park, Ottawa |
| 25 sierpnia 201210:20 |        | 62:0 |        | Twin Elm Rugby Park, Ottawa |

| 25 sierpnia 201210:40 | Jamajka | 17:0 | Kajmany | Twin Elm Rugby Park, Ottawa |
| 25 sierpnia 201210:40 |         | 17:0 |         | Twin Elm Rugby Park, Ottawa |

| 25 sierpnia 201213:10 | Kanada | 50:0 | Kajmany | Twin Elm Rugby Park, Ottawa |
| 25 sierpnia 201213:10 |        | 50:0 |         | Twin Elm Rugby Park, Ottawa |

| 25 sierpnia 201213:30 | Jamajka | 19:7 | Trynidad i Tobago | Twin Elm Rugby Park, Ottawa |
| 25 sierpnia 201213:30 |         | 19:7 |                   | Twin Elm Rugby Park, Ottawa |

| 25 sierpnia 201216:00 | Kanada | 45:0 | Jamajka | Twin Elm Rugby Park, Ottawa |
| 25 sierpnia 201216:00 |        | 45:0 |         | Twin Elm Rugby Park, Ottawa |

| 25 sierpnia 201216:20 | Trynidad i Tobago | 25:12 | Meksyk | Twin Elm Rugby Park, Ottawa |
| 25 sierpnia 201216:20 |                   | 25:12 |        | Twin Elm Rugby Park, Ottawa |

| 26 sierpnia 201209:20 | Kanada | 39:0 | Trynidad i Tobago | Twin Elm Rugby Park, Ottawa |
| 26 sierpnia 201209:20 |        | 39:0 |                   | Twin Elm Rugby Park, Ottawa |

| 26 sierpnia 201209:40 | Meksyk | 34:0 | Kajmany | Twin Elm Rugby Park, Ottawa |
| 26 sierpnia 201209:40 |        | 34:0 |         | Twin Elm Rugby Park, Ottawa |

| 26 sierpnia 201211:50 | Jamajka | 24:0 | Meksyk | Twin Elm Rugby Park, Ottawa |
| 26 sierpnia 201211:50 |         | 24:0 |        | Twin Elm Rugby Park, Ottawa |

| 26 sierpnia 201212:10 | Kajmany | 0:36 | Trynidad i Tobago | Twin Elm Rugby Park, Ottawa |
| 26 sierpnia 201212:10 |         | 0:36 |                   | Twin Elm Rugby Park, Ottawa |

## Faza pucharowa
|  |                   |                   |          |                  |    |                   |                   |       |
|  | Półfinał          | Półfinał          | Półfinał |                  |    | Finał             | Finał             | Finał |
|  | Półfinał          | Półfinał          | Półfinał |                  |    | Finał             | Finał             | Finał |
|  | 26 sierpnia 2012  |                   |          |                  |    |                   |                   |       |
|  |                   |                   |          |                  |    |                   |                   |       |
|  | Jamajka           | Jamajka           | 5        |                  |    |                   |                   |       |
|  | Jamajka           | Jamajka           | 5        | 26 sierpnia 2012 |    |                   |                   |       |
|  | Trynidad i Tobago | Trynidad i Tobago | 22       |                  |    |                   |                   |       |
|  | Trynidad i Tobago | Trynidad i Tobago | 22       |                  |    | Trynidad i Tobago | Trynidad i Tobago | 0     |
|  | 26 sierpnia 2012  |                   |          |                  |    | Trynidad i Tobago | Trynidad i Tobago | 0     |
|  |                   |                   | Kanada   | Kanada           | 46 |                   |                   |       |
|  | Kanada            | Kanada            | Kanada   | Kanada           | 46 | 42                |                   |       |
|  | Kanada            | Kanada            |          |                  |    |                   |                   |       |
|  | Meksyk            | Meksyk            | 0        |                  |    |                   |                   |       |
|  | Meksyk            | Meksyk            | 0        |                  |    |                   |                   |       |

| 26 sierpnia 201214:40 | Jamajka | 5:22 | Trynidad i Tobago | Twin Elm Rugby Park, Ottawa |
| 26 sierpnia 201214:40 |         | 5:22 |                   | Twin Elm Rugby Park, Ottawa |

| 26 sierpnia 201215:00 | Kanada | 42:0 | Meksyk | Twin Elm Rugby Park, Ottawa |
| 26 sierpnia 201215:00 |        | 42:0 |        | Twin Elm Rugby Park, Ottawa |

| 26 sierpnia 201216:20 | Trynidad i Tobago | 0:46 | Kanada | Twin Elm Rugby Park, Ottawa |
| 26 sierpnia 201216:20 |                   | 0:46 |        | Twin Elm Rugby Park, Ottawa |

## Klasyfikacja końcowa
| Miejsce | Reprezentacja     | Uwagi                |
| ------- | ----------------- | -------------------- |
| 1       | Kanada            | awans na PŚ 2013     |
| 2       | Trynidad i Tobago | mistrzostwo Karaibów |
| 3       | Jamajka           | –                    |
| =       | Meksyk            | –                    |
| 5       | Kajmany           | –                    |